# Sins of a Solar Empire
Sins of a Solar Empire – gra strategiczna w gatunku 4X stworzona przez firmę Ironclad Games. W grze mamy 3 dostępne frakcje: Koalicje kupiecką, wygnańców - Adwent, oraz kosmicznych nomadów Vasari.

## Mechanika Gry
Gra nie jest klasycznym RTS-em i posiada wiele innowacji np. planety, tory fazowe.

## Planety i Studnie Grawitacyjne
Jest to podstawowa innowacja gry. Na mapie są rozmieszczone planety, gwiazdy i anomalie. Gracze zaczynają posiadając jedną planetę. Reszta jest neutralna, jest również baza piratów. Wokół każdej planety, gwiazdy czy anomalii jest studnia grawitacyjna, w której to przebywają budynki i statki. Planety się rozwija pod kątem: zwiększenia liczby mieszkańców, budowania schronów, zwiększenia liczby slotów taktycznych i logistycznych, eksploracji planety oraz uczynienia planety stolicą. Każda z tych czynności ma pewien limit.
Planety można zdobywać. W przypadku neutralnych wystarczy ją skolonizować, a później zniszczyć statki, które mogłyby zniszczyć kolonie. Jeśli chodzi o te należące do innych graczy i do piratów, to najpierw trzeba zniszczyć na nich kolonie, a potem dopiero skolonizować.

## Tory Fazowe
Planety, gwiazdy i anomalie są połączone torami fazowymi po których mogą lecieć statki. Nie każda z planet jest ze sobą połączona, więc można ograniczyć defensywę do jednej planety.

## Statki
W grze występują trzy rodzaje statków: fregata, krążownik i okręt liniowy. Fregaty pełnią rolę bojową i kolonizacyjną. Są podstawowymi statkami. Krążowniki pełnią rolę wsparcia, rzadziej bojową. Okręty liniowe są największymi statkami i pełnią wszystkie te role, zdobywają również doświadczenie, dzięki któremu mogą kupować ulepszenia.

## Budynki
W grze są dwa rodzaje budynków: taktyczne i logistyczne. Taktyczne pełnią role obronne i wsparcia floty. Logistyczne natomiast spełniają rolę gospodarczą, budują statki i opracowują technologię.

## Zasoby
W grze występują trzy rodzaje zasobów: kredyty, metal i kryształ. Kredyty bierze się z opodatkowania ludności na planetach, ze stacji handlowych oraz handlu. Uzyskiwanie kredytów ze stacji handlowych polega na tym, że budując ją na orbicie planety i na innej planecie połączonej bezpośrednio torem fazowym tworzy się szlak handlowy, a im jest dłuższy, tym dostarcza więcej pieniędzy. Można też zawierać umowy z innymi graczami, dzięki czemu szlak może być bardzo długi. Metal i kryształ bierze się z kopalni oraz z handlu. Wokół większości planet i czasem wokół anomalii krążą asteroidy z surowcami. Na tych asteroidach buduje się kopalnie, które dostarczają surowców. Można ten zysk zwiększyć, budując oczyszczalnie.